# Sonia Sheridan
Sonia Landy Sheridan (Newark, New Jersey, 10 de abril de 1925 - Hanover, Nuevo Hampshire, 30 de octubre de 2021) fue una artista estadounidense, fundadora de Sistemas Generativos en 1969, profesora emérita en SAIC, The School of the Art Institute of Chicago, y editora de la revista Leonardo de la International Society for the Arts Sciences and Technology. Recibió a lo largo de su carrera importantes premios como artista, los más relevantes fueron las becas Guggenheim (1973-1974) y las National Endowment for the Arts (1974-1975, 1976-1977, 1981-1982).

## Biografía
Realizó sus estudios en artes visuales en el Hunter College de Nueva York entre 1941 y 1945. Un año después, entre 1946 y 1947, se graduó en la Universidad de Columbia y entre 1948 y 1949 terminó sus estudios de postgrado en la Universidad de Illinois. También estudió en el San Jose City College en 1952.
En 1957, se trasladó junto a su marido James Sheridan a Taiwán y durante su estancia asistió a la National Taiwan Normal University. En 1961, de vuelta en Estados Unidos, terminó sus estudios superiores en Bellas Artes en la California College of the Arts.
En la década de los 60, comenzó a dar clases en el California College of Arts and Crafts, Oakland (CA, United States) y desde el año 1968 en el The School of the Art Institute of Chicago, donde fundó en el año 1970 un nuevo departamento al que denominó Generative Systems que se centraba en la investigación con fines artísticos de las nuevas tecnologías que surgían en la época, como la primera fotocopiadora color del mundo la 3M Color in Color Machine. Mientras tanto, continuó con su obra artística, y en 1974 realizó una exposición en el MoMA de Nueva York junto a Keith Smith.

## Exposiciones

Sonia Sheridan con Marisa González en la Inauguración del Centro de Arte Reina Sofía de Madrid en mayo de 1986

Sus trabajos artísticos fueron mostrados en diferentes espacios, pero la más relevante de esta década fue en el año 1969 en la exposición The "Software Show" en el Jewis Museum de New York. En el Cleveland Natural History Museum. En el año 1974 expuso en el MOMA de New York junto con  Keith Smith. Por primera vez en Europa, dentro de la exposición colectiva Electra, realizada en el año 1983-84, en el Museo de Arte Moderno de París. En esta exposición presentó el primer software de manipulación de imágenes para artistas, Lumena artware de TimeArts. Tres años más tarde, en 1986, su obra fue mostrada por primera vez en España, junto con otros artistas como John Cage, Nam June Paik, Soledad Sevilla, Marisa González, Marina Abramovic y Paloma Navares, en una de las exposiciones colectivas inaugurales del Centro de Arte Reina Sofía de Madrid titulada "Procesos: Cultura y nuevas tecnologías", que ofrecía una recopilación de las diferentes aproximaciones artísticas mediante el uso de los nuevos medios surgidas en el arte contemporáneo durante la segunda mitad del siglo XX, y en la cual presentó, además de su obra, el ordenador gráfico inventado por su alumno de SAIC, John Dunn, el EASEL software y Time Arts PC computer. Con este sistema, durante un mes, realizó un workshop abierto a todo el público en la sala de exposiciones del Museo Centro de Arte Reina Sofía.

En 2013 en Transmediale, Festival de Arte y Cultura Visual en Berlín, el curador de la exposición del festival, Jacobo Lillemose, seleccionó a Sonia Sheridan con su exposición individual "Exhibition Imaging with Machine Processes". En esta exposición se mostró un amplio espectro de su obra como artista e investigadora y pionera en el arte generado con los nuevos medios de comunicación no sólo en América del Norte, sino en todo el mundo, así como por su enseñanza en la Escuela del Instituto de Arte de Chicago en la que fue fundadora y directora del departamento de Sistemas Generativos.

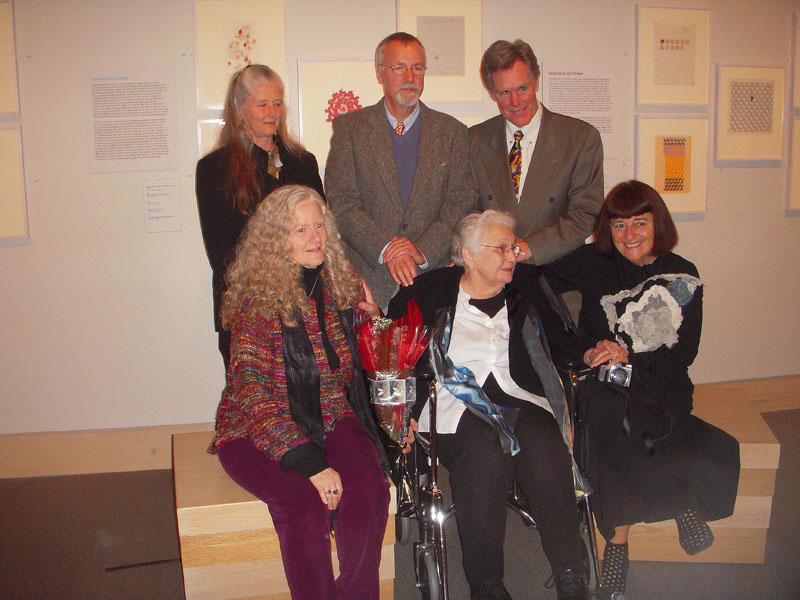
Sonia Sheridan en 2011 en la inauguración de su exposición en el Hood Museum, con sus alumnos de Generative Systemsː Cindy Snowgrass. Brian Oglesbee, Greg Gundlach, Martha Lovin Orgain y Marisa González

Desde abril de 2005 todos los archivos, testimonios orales, fondos documentales y obra de Sonia Landy Sheridan se encuentran en la Fundación Daniel Langlois para el Arte, la Ciencia y la Tecnología en Montreal, Canadá.
Su obra forma parte de grandes colecciones como la Fundación Telefónica de Madrid España, o en los Estados Unidos en el Museum of Science & Industry (Chicago, IL, Estados Unidos), University of Iowa Museum (Ciudad de Iowa City, IA, Estados Unidos), Visual Studies Workshop (Rochester, NY, Estados Unidos), Brooklyn Museum (Brooklyn, NY, Estados Unidos), 3M Corporation (Saint-Paul, MN, Estados Unidos) at The Hood Museum of Art Dartmouth College (Hanover, NH, Estados Unidos), The National Gallery of Canada (Ottawa, Ontario), en el Intercommunication Center (Tokio, Japón). The Hood Museum adquirió 684 trabajos producidos por Sheridan entre los años 1949 y 2002 y toda la documentación sobre su larga trayectoria artística puede ser consultada en la Fundación Daniel Langlois de Montreal.

## Publicaciones (selección)
- Directorio World Cat
- Art at the dawning of the Electronic Era. Generative Systems. (Lonesome Press, Hanover, 2014)
- Generative Systems in La Fábrica: Marisa González. (Fundación Telefónica, Madrid, 2000)
- Energized Art/Science. (Chicago Museum of Science and Industry and 3M Corporation, St. Paul, 1978)
- Artist in the Science Lab. (3M Corporation, St. Paul, 1976)
- Evolution 2.0. Generative Systems & Generative Art. (ISEA, Liverpool, 1998)